# 1999 في رومانيا
فيما يلي قوائم الأحداث التي وقعت خلال عام 1999 في رومانيا.

## رياضة
- 12 يونيو – دوري الدرجة الأولى الروماني 1998–99 الفائز رابيد بوخارست.

## ظهور
- 1 يناير – أكسنت

## مواليد

### يناير
- 11 يناير – ألبرت شتال

### فبراير
- 16 فبراير – ماريو ميهاي لاعب كرة قدم روماني.

### مارس
- 9 مارس – لوتشيان بوزان لاعب كرة قدم روماني.

### أبريل
- 7 أبريل – ريكاردو جريجوري لاعب كرة قدم روماني.
- 15 أبريل – أندري فلاد لاعب كرة قدم روماني.
- 17 أبريل – أندريا ميكلوس عداءة سرعة رومانية.
- 24 أبريل – فلاد دراجومير لاعب كرة قدم روماني.

### أكتوبر
- 8 أكتوبر – إيوان جورجي لاعب كرة قدم روماني.

## وفيات

### مايو
- 12 مايو – ساول شتاينبرغ (مواليد 1914)

### يوليو
- 26 يوليو – بيلا باي (مواليد 1907) مبارز بالسيف مجري.